# Toreinfahrt zur Gärtnerei des Islay House
Die Toreinfahrt zur Gärtnerei des Islay House befindet sich westlich der schottischen Ortschaft Bridgend auf der Hebrideninsel Islay. Sie liegt direkt an der A847, die Bridgend mit Port Charlotte und Portnahaven verbindet. Gegenüber ist die West Lodge, das ehemalige Wohnhaus des Gärtners gelegen. Die Toreinfahrt liegt auf den weitläufigen Ländereien des Islay House, etwa 250 m südöstlich von Islay House selbst. 1980 wurde das Bauwerk in die schottischen Denkmallisten in der Kategorie C aufgenommen.

## Beschreibung
Der Entstehungszeitraum der Toreinfahrt ist nicht überliefert. Es ist jedoch davon auszugehen, dass sie zur gleichen Zeit wie die West Lodge und die Gärtnerei, also zu Beginn des 19. Jahrhunderts, entstanden ist. Das Bauwerk ist symmetrisch aufgebaut und beginnt mit zwei Pfeilern auf quadratischen Grundflächen, die direkt an der A847 liegen. Niedrige konkave Mauern führen von dort aus zur zurückliegenden Einfahrt und enden dort an zwei runden Pfeilern. Diesen sind zwei weitere Pfeiler gleicher Bauart, jedoch geringerer Größe gegenübergestellt. Zwischen ersterem Pfeilerpaar verlaufen die Fußwege auf das Gelände, während letzteres Pfeilerpaar die Einfahrt für Fahrzeuge begrenzt. Das gesamte Bauwerk ist verputzt und gekalkt. Alle Pfeiler schließen mit zierenden Kugeln ab.